# Marmorbåten

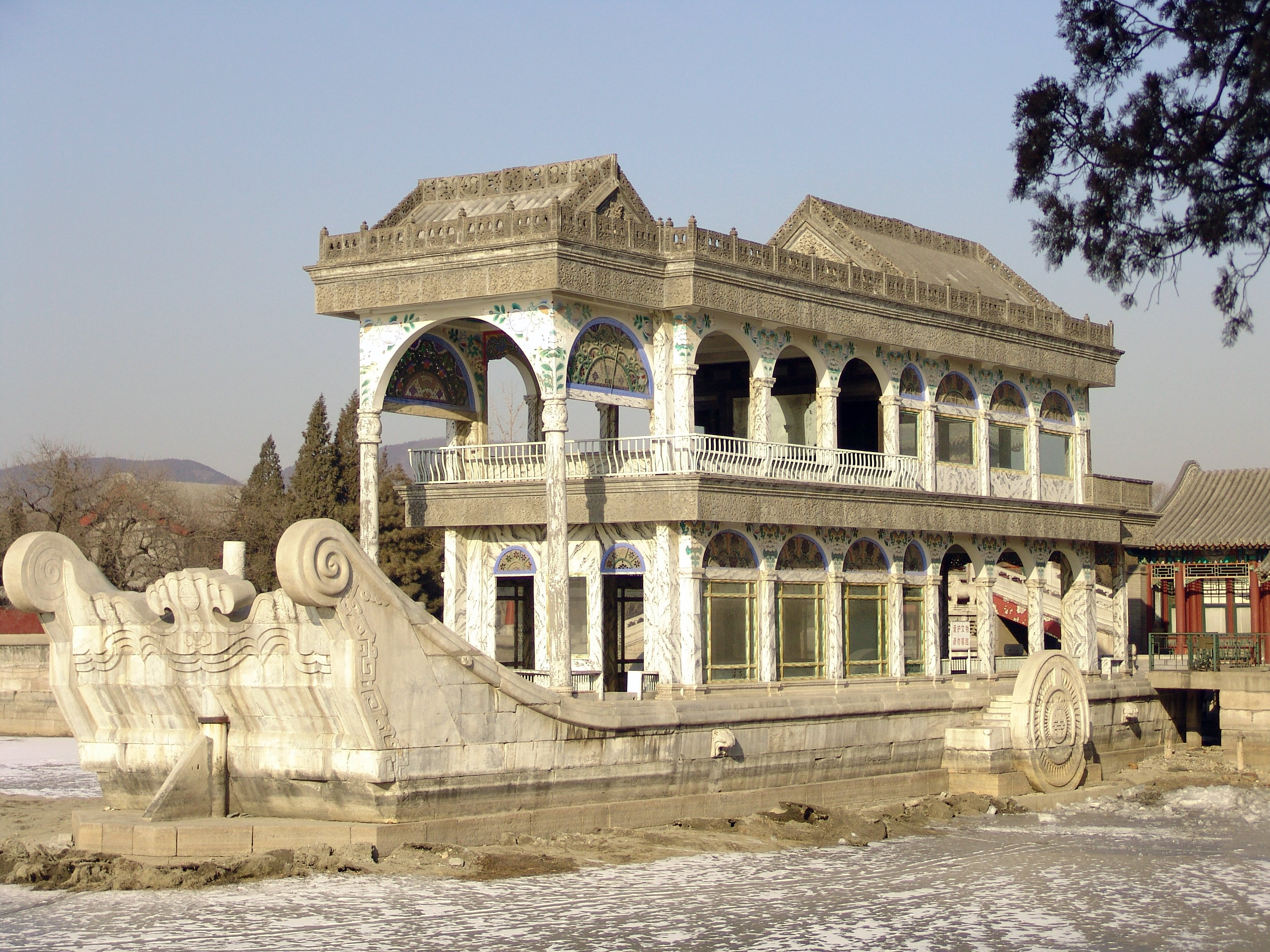
Marmorbåten

Marmorbåten (Kinesiska: 石舫; Pinyin: Shí fǎng) är en vattenburen paviljong i det kinesiska sommarpalatset i Peking. 

## Historia
År 1755 finansierades bygget av den första marmorbåten av Qianlong-kejsaren, den uppfördes i sommarpalatset i Peking som en symbol för Qianlong dynastins stabilitet och välfärd.  
År 1860, under det andra opiumkriget, brändes stora delar av sommarpalatset ned, däribland trästrukturen som var placerad på marmorbåten.
Trettiotre år senare (1893) valde kejsarinnan Cixi att restaurera båten med pengar som hon egentligen skulle ha använt till att rusta upp den kinesiska flottan och bygga om den i västerländsk stil. Man byggde två nya våningar, dessa i trä, dock målade man dem så att de skulle se ut som marmor och lade till vattenhjul vid sidan av båten, dessa gjorda i marmor. Man tror att båtens grund är gjord av ett enda stenblock.
Under regniga dagar kan man se regnvattnet rinna ut genom de fyra drakhuvudena, som finns placerade på skeppet för att vattnet ska kunna rinna av båten.
På varje våning finns det stora speglar placerade för att kejsarinnan skulle kunna sitta där och betrakta sig själv och omgivningarna medan hon drack te.